# Léon Bakst
Léon Nikolajevič Bakst (rusky Лео́н Никола́евич Бакст, původním jménem Lev Samojlovič Rosenberg; 27. dubnajul./ 9. května 1866greg. Grodno – 28. prosince 1924 Rueil-Malmaison) byl ruský malíř židovského původu.

## Život
Narodil v židovské rodině v Bělorusku. Vystudoval umění na Akademii v Petrohradě. Na studiích si přivydělával ilustrováním knih pro různá nakladatelství. První samostatnou výstavu měl v roce 1889. Před jejím otevřením se rozhodl vystavovat pod příjmením svých příbuzných z matčiny strany, Baxterových.
V letech 1893–1897 působil v Paříži. Studoval zde na Julianově akademii. Jeho přítelem se zde stal Sergej Ďagilev, který ho uvedl do světa divadla. Bakst začal pro divadlo navrhovat kostýmy a kulisy, zejména pro Ballets Russes. Bakstovy kostýmy jsou řazeny k secesi. Kombinovaly barvy ruského venkova a orientálního umění.
Také učil kreslit děti velkovévody Vladimíra Alexandroviče. V roce 1902 dostal zakázku od cara Mikuláše II., pro kterého měl namalovat obraz ze setkání ruských námořníků v Paříži. Byl rovněž vlivným učitelem – jeho žákem byl v letech 1908–1910 Marc Chagall. Došlo však mezi nimi nakonec k roztržce, když Bakst Chagallovi rozmlouval odchod do Paříže (který mu nakonec zajistil úspěch).
Navzdory úspěchům v Rusku, čelil zde Bakst silnému antisemitismu, a proto se v roce 1912 usídlil natrvalo v Paříži. Zemřel roku 1924 v Rueil-Malmaison.

## Galerie

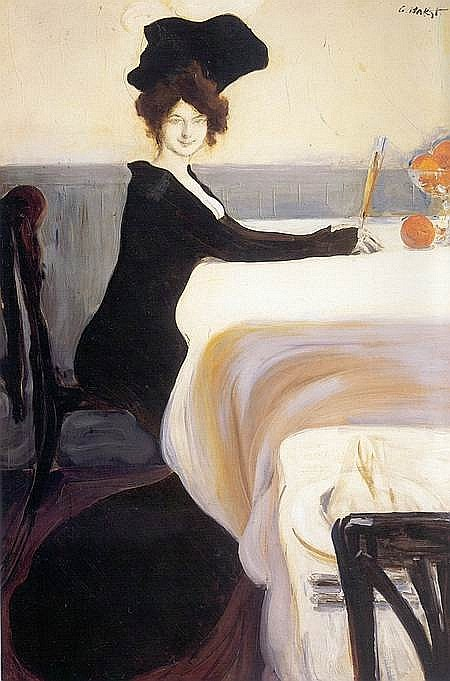
Večeře, 1902
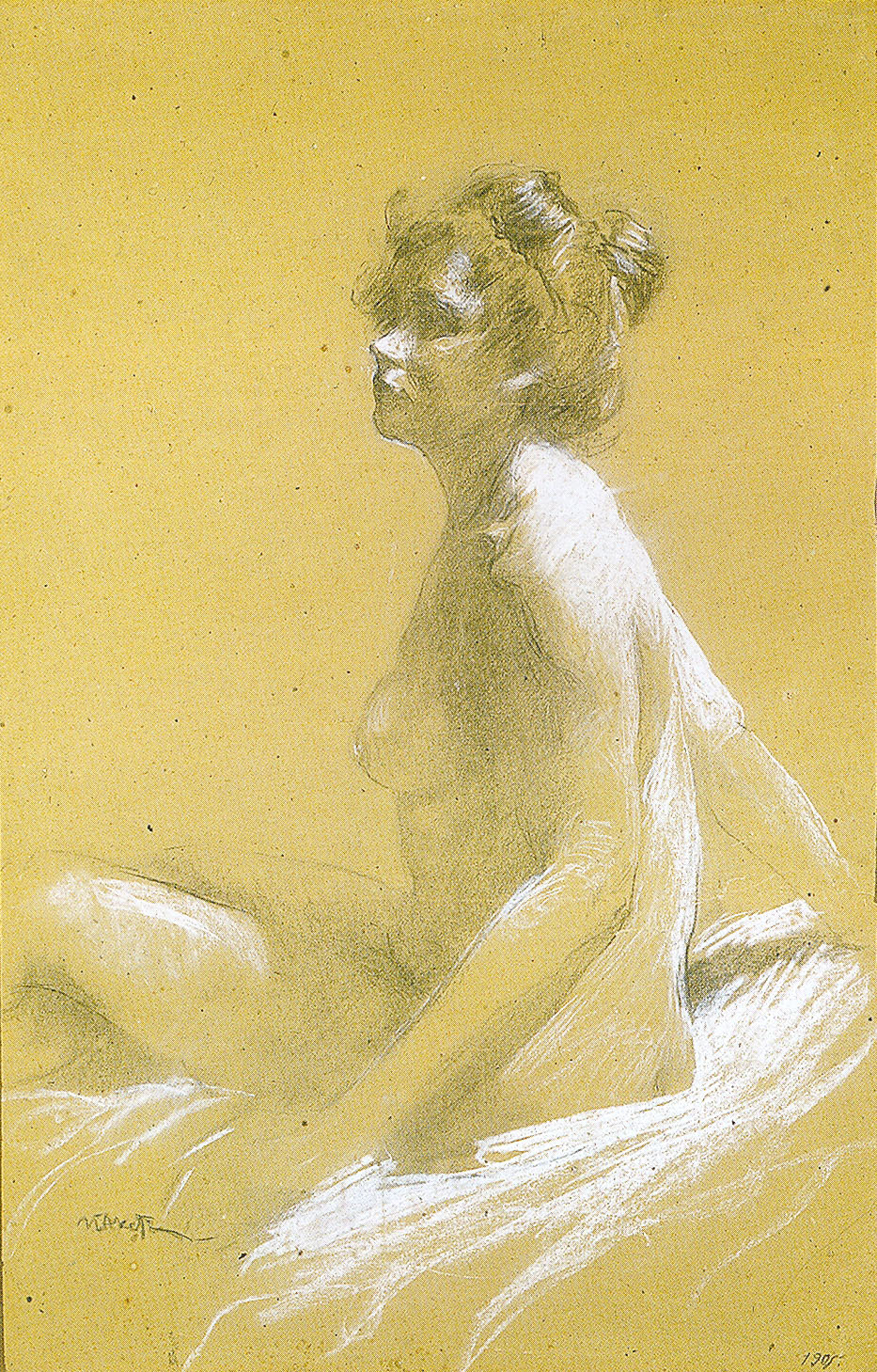
Model, 1905
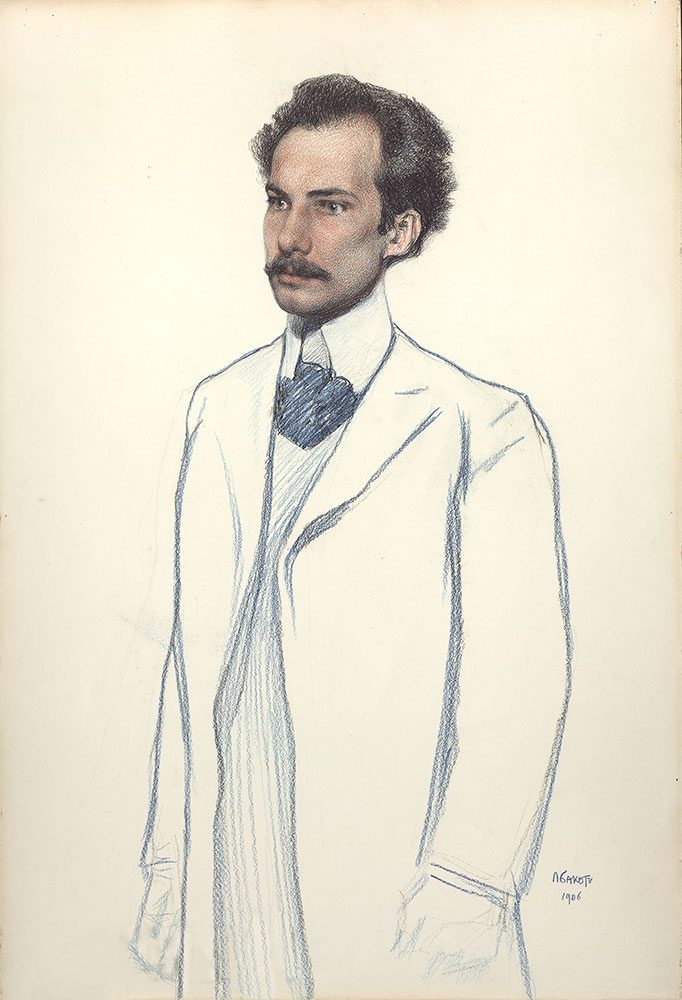
Andrej Bělyj, 1905
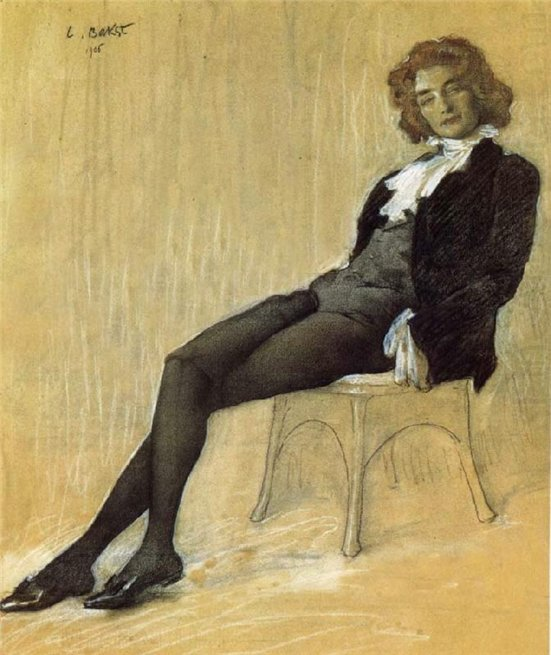
Zinaida Gippius, 1906
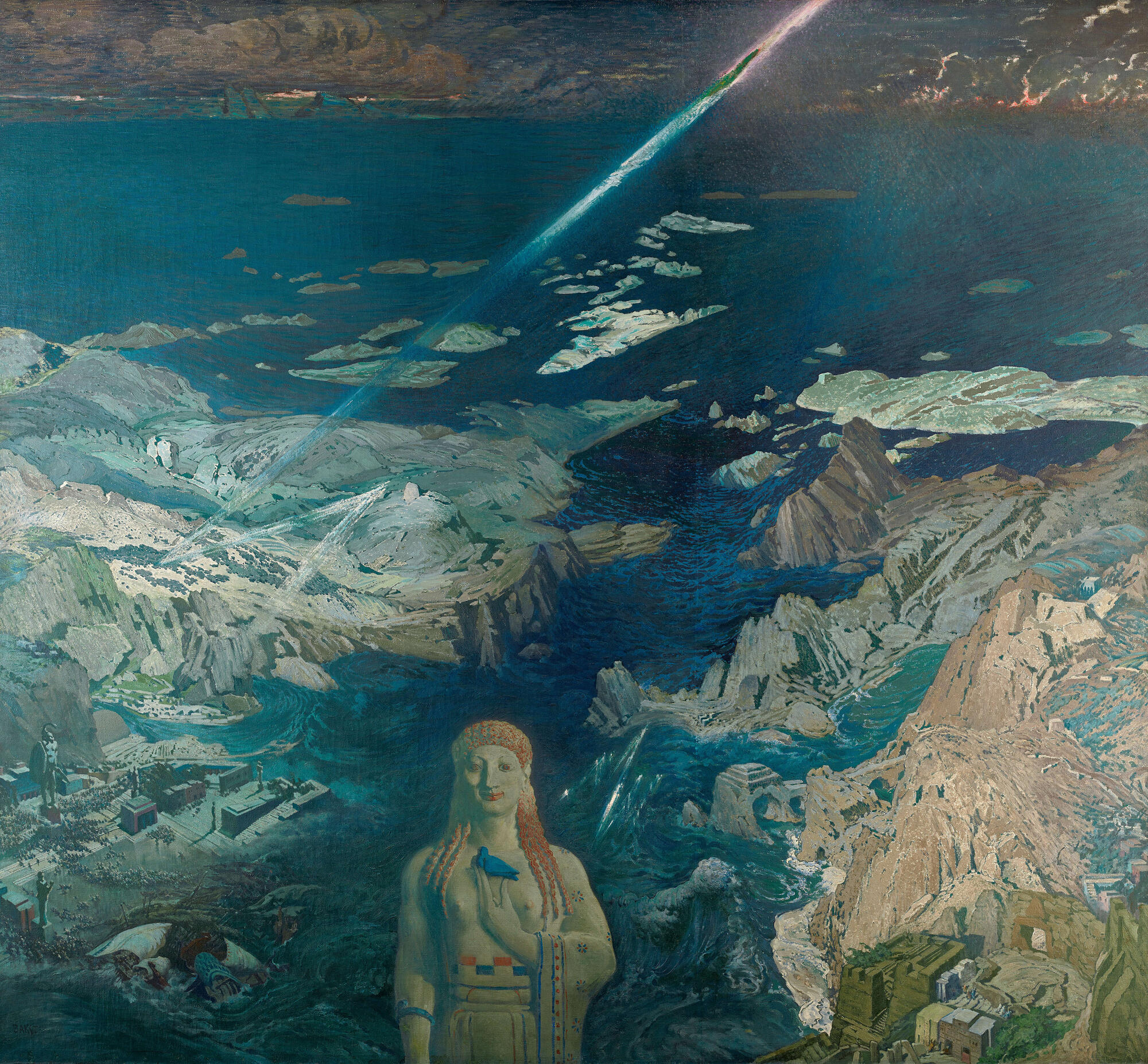
Terror Antiquus, 1908
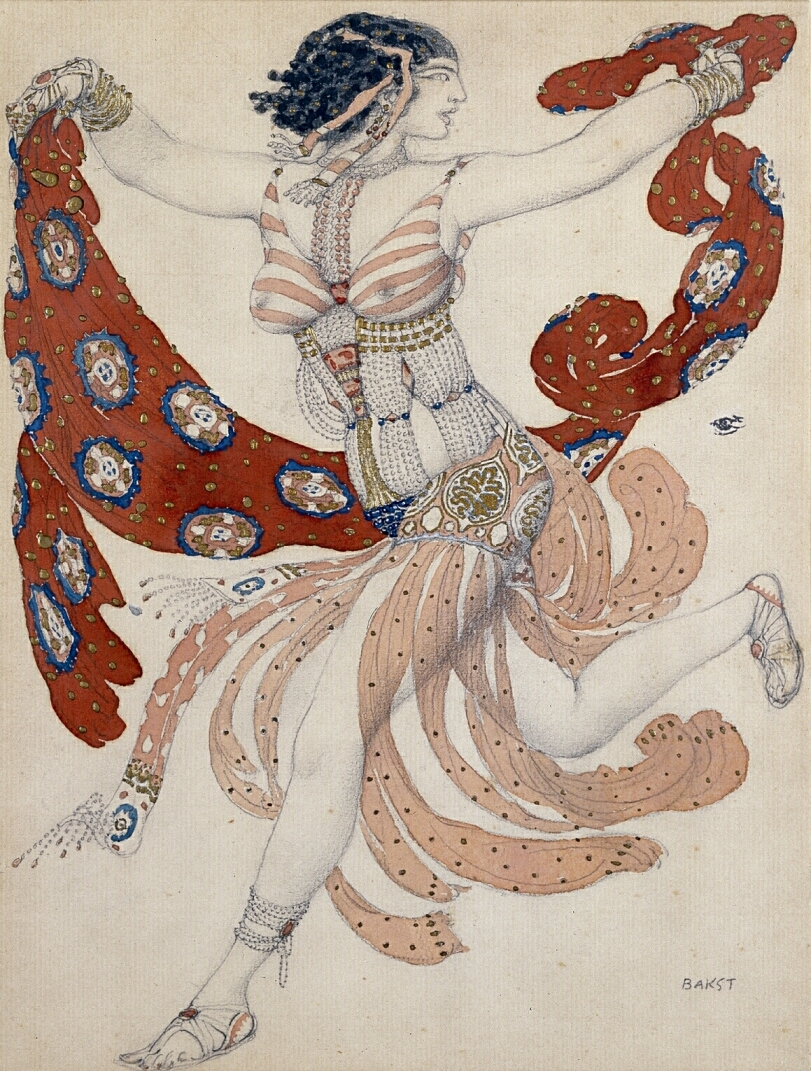
Kostým Kleopatry pro Idu Rubinsteinovou, 1909
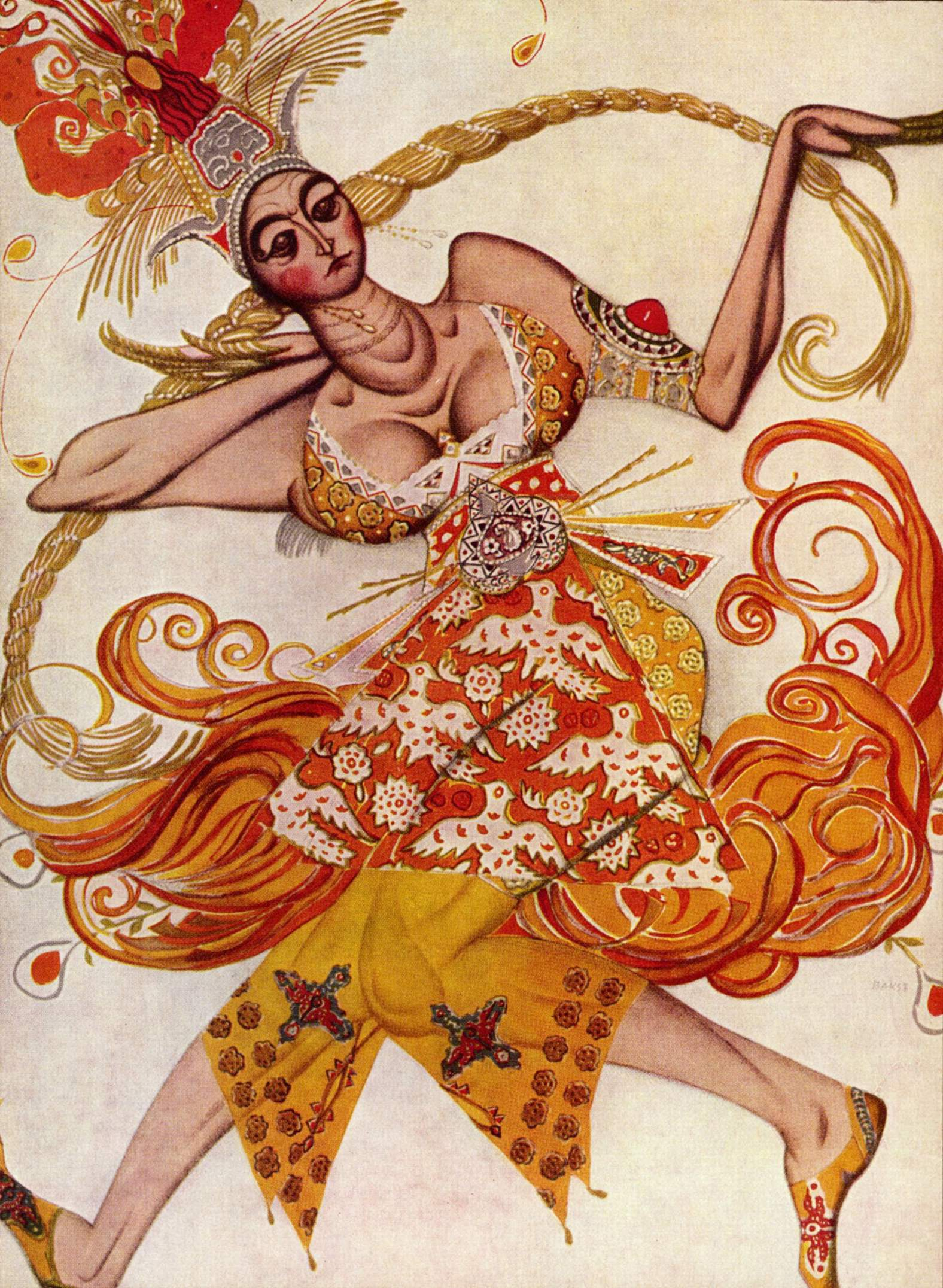
baletní kostým pro Ptáka Ohniváka, 1910
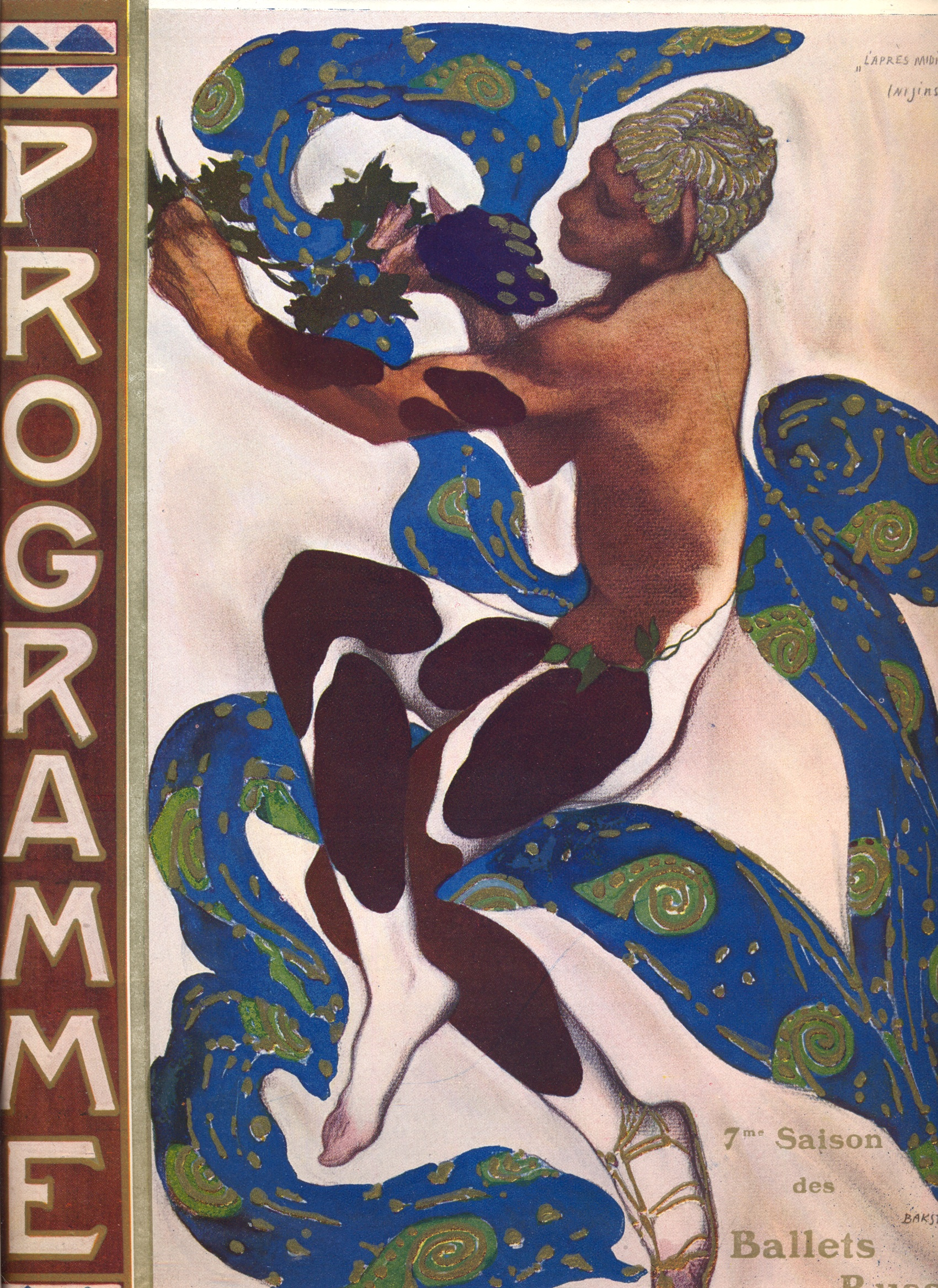
Plakát pro balet Faunovo pozdní odpoledne, 1912